# Шафировский путепровод
Шафи́ровский путепрово́д — автодорожный железобетонный балочный путепровод через пути Октябрьской железной дороги в створе Шафировского проспекта в Санкт-Петербурге.

## Общие сведения
Путепровод был открыт в 1990 году. До этого, примерно с 1950-х годов, автомобили пересекали железную дорогу севернее; там до сих пор сохраняется асфальт на подъезде с восточной стороны.
В 2014 году в 200 метрах к западу от Шафировского путепровода построили путепровод над Пискаревским проспектом. В 2015 году этот новый путепровод расширили вдвое. Проект включал в себя создание разворотной петли под Шафировским путепроводом. В 2020 году новый путепровод получил название Ново-Шафировский.